# Masatoshi Kurata
Masatoshi Kurata (倉田 雅年 Kurata Masatoshi?,  Shimizu, Shizuoka, 10 de julio de 1939 – 21 de noviembre de 2016) fue un político y abogado japonés, militante del Partido Liberal Democrático, un miembro de la Cámara de Representantes en la Dieta de Japón (legislatura nacional).
Graduado de la Universidad de Tokio, fue elegido por primera vez en 2000 después de una ejecución fracasada en 1996. Murió de cáncer en 2016.